# Concerto pour clarinette de Françaix
Pour les articles homonymes, voir Concerto pour clarinette (homonymie).
Le concerto pour clarinette a été composé en 1967 par Jean Françaix.
Jean Françaix a dédié le concerto au chef d'orchestre Fernand Oubradous. Il a été créé le 20 juillet 1968 par le clarinettiste soliste Jacques Lancelot et le chef Louis Fourestier lors de l'Académie internationale d'été de Nice.
Jean Françaix possède une forte connaissance de la clarinette, qui se retrouve dans ce concerto avec l'humour français attaché au compositeur.
Cette pièce comporte des « traits acrobatiques multiples d'une redoutable difficulté technique destinés à charmer les auditeurs et à éveiller leur attention, en dehors de l'Andantino en retrait par rapport aux mouvements vifs (Allegro, Scherzando et Allegrissimo). L'œuvre s'inscrit à grands traits dans le courant néoromantique hexagonal favorisant les pirouettes, les phrases comiques, les mesures inédites, les contrastes dynamiques ».
Les différents mouvements du concerto permettent au compositeur de mettre en valeur une écriture d'une grande diversité à laquelle la clarinette répond instantanément avec ses qualités propres : sentimentalité, souplesse, virtuosité... L'orchestre, dont les membres assument fréquemment un rôle de soliste, est également sollicité.
Ce concerto français appartient aux meilleurs concertos pour clarinette et charme tant le public que les solistes.

## Structure
Jean Françaix utilise une forme en quatre mouvements, fortement influencée par la forme sonate à plusieurs mouvements, en lieu et place au lieu du modèle usuel de concerto à trois mouvements.
La pièce est constituée des quatre mouvements suivants:
1. Allegro : forme sonate
  1. exposition : introduction - thème primaire A - transition - thème secondaire B
  2. développement :
  3. réexposition : thème primaire A - transition - cadence - thème secondaire B - coda
2. Scherzando : forme ternaire à trois sections enchaînées A-B-A
3. Andantino : forme (introduction - thème - trois variations - coda)
4. Allegrissimo : forme rondo (introduction - A - B - cadence - A' - C - cadence - A" - C - coda)

## Orchestration
Nombre total d'instruments non solistes : 23.
| Instrumentation du Concerto pour clarinette                               |
| Bois                                                                      |
| 1 clarinette en si soliste, 2 flûtes, 2 hautbois, 1 clarinette, 2 bassons |
| Cuivres                                                                   |
| 2 cors , 1 trompette                                                      |
| Percussions                                                               |
| 1 Percussion                                                              |
| Cordes                                                                    |
| Premiers violons, seconds violons, altos, violoncelles, contrebasses      |

## Pédagogie
Cette pièce est utilisée au concours d'entrée de la classe de clarinette de certaines institutions (1er mouvement au CNSMDL en 2008... ).
Le clarinettiste Philippe Cuper relate avoir eu une discussion avec Jean Françaix au sujet de la possibilité d'utiliser une clarinette en la au lieu d'un modèle en si bémol pour faciliter le passage des traits complexes et le compositeur lui a indiqué qu'il n'était pas attaché au modèle de clarinette.

## Édition
- Jean Françaix, concerto pour clarinette et orchestre, chez Éditions musicales transatlantiques, réf. inconnue (1968)[1]
- Jean Françaix, concerto pour clarinette, réduction pour clarinette en si  et piano, chez Éditions musicales transatlantiques, réf. ETR003001

## Enregistrement
Il existe de nombreux enregistrements du concerto pour clarinette de Jean Françaix, notamment:
- Concerto pour clarinette & orchestre, avec Philippe Cuper (clarinette), orchestre de Bretagne (Adda 581315, 1993)[6]
- Concerto pour clarinette & orchestre, avec Maurice Gabai (clarinette), Ensemble Instrumental des Musiciens de l'Opéra, Jean Françaix (dir.) (Etoile Production EDP 9904, 2003)